# Mixed-in-Place-Verfahren
Das Mixed-in-Place-Verfahren (MIP) ist ein Bodenmischverfahren zur Herstellung von Einzelstichen oder unterirdischen Wänden in verschiedenen Bereichen des Spezialtiefbaus. Das Verfahren wurde 1992 von der BAUER Spezialtiefbau GmbH patentiert, die auch Inhaberin der Gemeinschaftsmarke „MIP“ ist. Das MIP-Verfahren hat eine Zulassung beim Deutschen Institut für Bautechnik in Berlin.

## Verfahren

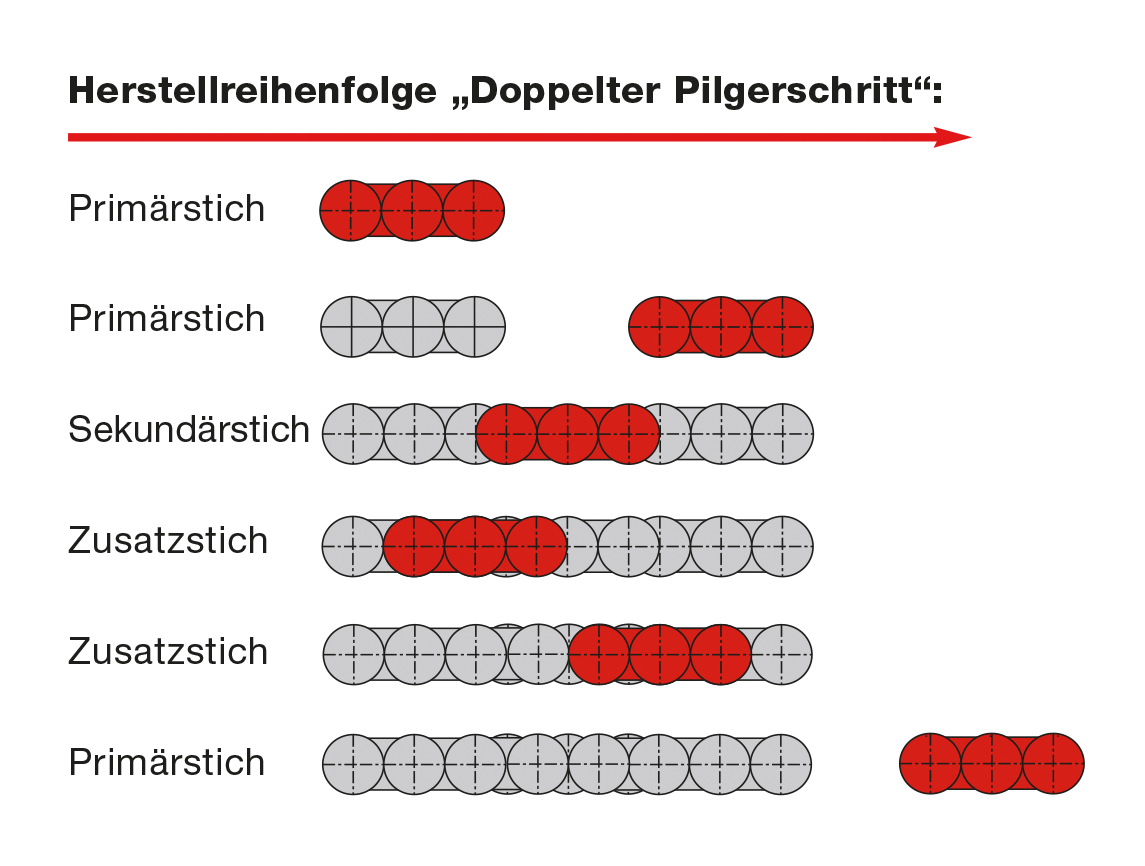
Doppeltes Pilgerschrittverfahren beim MIP-Verfahren

Das MIP-Verfahren kann mit Einzelschnecken oder der sogenannten Dreifachschnecke ausgeführt werden. Dabei werden der anstehende Boden und eine Bindemittelsuspension an Ort und Stelle vermischt und vermörtelt. Zur Herstellung von Wänden wird die Dreifachschnecke unter Suspensionszugabe abgebohrt. Nach Erreichen der Endtiefe wird durch wechselseitiges Drehen der einzelnen Schnecken das Boden-Bindemittel-Gemisch homogenisiert. Ergebnis ist ein verfestigter, durch die Schneckengeometrie definierter, scheibenförmiger Erdbetonkörper.
Um die Ausführung einer durchgehenden, fugenlosen Wand zu gewährleisten, werden die Einzellamellen nach dem sogenannten doppelten Pilgerschrittverfahren angeordnet.
Für jeden Stich werden die qualitätsrelevanten Herstellparameter erfasst und aufgezeichnet.
Die hergestellten Erdbetonkörper haben definierte Abmessungen und eine homogene Qualität. Die erreichbare Druckfestigkeit hängt vom anstehenden Bodenmaterial ab. Am besten geeignet sind Sand- und Kiesböden. Bei feinkörnigen und bindigen Böden ist der erforderliche Bindemittelgehalt höher. Ungeeignet sind Böden mit großen Steinen und Blöcken sowie Fels.
Mittels vorab durchgeführter Eignungsprüfungen wird die Zusammensetzung der Bindemittelsuspension für den Einzelfall ermittelt. Für reine Dichtwände kommen MIP-Wände mit geringerer Druckfestigkeit (i. d. R. 0,3 bis 1 N/mm²) zur Ausführung. Für Baugrubenverbauwände oder Dichtwände mit statischer Funktion werden Druckfestigkeiten bis ca. 10 N/mm² erreicht. Durch den Einbau von Tragelementen werden die Wände bei statischer Beanspruchung ertüchtigt.

### Gerätetechnik
Derzeit können mit der Dreifachschnecke zwei unterschiedliche Wanddurchmesser (370 mm und 550 mm) mit einer Maximalbohrtiefe von 24 m hergestellt werden.
Mischanlage
Zum Einsatz kommen unterschiedlich dimensionierte Chargenmischer. Die Anlagen sind weitgehend automatisiert, die Steuerung der Suspensionspumpen erfolgt funkferngesteuert durch den Bohrgerätefahrer.
Wird das MIP-Verfahren mit der Dreifachschnecke ausgeführt, kommen i. d. R. Schnecken mit durchgehender Wendel zum Einsatz. Durch Variation der Drehrichtung der drei Schnecken wird ein vertikaler Transport des Boden-Suspensions-Gemisches erreicht. Dadurch ist es möglich auch in wechselnden Bodenschichten eine konstante Materialgüte über die gesamte Schlitzhöhe zu gewährleisten.

## Anwendungen
Die im MIP-Verfahren hergestellten Wandelemente finden unterschiedliche Verwendung:
- Dichtwände mit und ohne statische Funktion in Dämmen/Deichen
- Baugrubensicherung
- Gründungselemente/Bodenverbesserungen
- In-situ-Immobilisierung von Schadstoffen

### Vorteile
Beim MIP-Verfahren wird der anstehende Boden als Zuschlagstoff für das zu erstellende Erdbetonelement genutzt. Die eingebaute Bindemittelsuspension füllt i. d. R. nur die natürlich vorhandenen Porenräume aus. Dadurch sind beim MIP-Verfahren die Transportaufwendungen, sowohl für den Antransport der Baustoffe, als auch für den Abtransport des Bohrgutes deutlich reduziert.
Durch die erschütterungsarme Herstellung und die hohe Flexibilität der MIP-Bohrgeräte können MIP-Wände auch bevorzugt innerstädtisch ausgeführt werden. MIP-Wände sind meist günstiger als konventionelle Spezialtiefbausysteme, wie Schlitzwand oder Bohrpfahlwand.
Dreifachschnecke
Die Dreifachschnecke ist ein Spezialbohrwerkzeug, welches bei der Ausführung von Mixed-in-Place-Wänden (MIP) Verwendung findet.
Die Dreifachschnecke kann quer oder längs am Mäkler angebaut werden. Die Drehrichtung und Drehzahl der Schnecken kann einzeln variiert werden.
Doppelter Pilgerschritt
Das doppelte Pilgerschrittverfahren ist eine Ausführungsmethode zur nass in nass Herstellung von Wänden im MIP-Verfahren. Es ist dadurch gekennzeichnet, dass der Überschneidungsbereich von Primärstich und Sekundärstich nochmals bearbeitet wird. Das Verfahren ist durch die BAUER Spezialtiefbau GmbH patentrechtlich geschützt.